# 宗正二
蛇夫座γ，中文星官名宗正二 ，佛兰斯蒂德命名法为蛇夫座62，是一颗位于蛇夫座的A4型恒星。视星等+3.75，距离地球95光年。